# Rut Bahlsen
Rut Bahlsen (geb. Rut Jägerström; * 16. September 1901 in Hudiksvall, Hälsingland, Schweden; † 13. März 1988) war eine schwedische Autorin. Sie war vor allem unter dem Pseudonym Rut Björkman bekannt.

## Leben
Rut Bahlsen lebte seit 1935 in Deutschland und nach 1950 in Uffing am Staffelsee bei Garmisch-Partenkirchen. Die Vorfahren mütterlicherseits waren durch mehrere Generationen hindurch Baptisten, die für die Taufe erst der Erwachsenen nach eigenem Entschluss eintreten. Sie war seit etwa 1938 mit dem Unternehmer Klaus Bahlsen verheiratet, mit dem sie 1972 die Rut- und Klaus-Bahlsen-Stiftung gründete.

### Kindheit
Die Schwester der Großmutter galt als eine „Leserin“, die regelmäßig (bis ca. 1900 als Widerspruch zur Staatskirche verboten) in einer umgebauten Scheune den Leuten aus der Bibel vortrug. Der Vater, ebenfalls Baptist, war Laienprediger in vielen Gemeinden Nord-Schwedens. Das Elternhaus von Rut Björkman – sie hatte fünf Geschwister – war geprägt vom Leben für und mit der Baptisten-Gemeinde in Hudiksvall, geleitet von spirituellen, nicht dogmatisch-religiösen Werten. Höhepunkte im Leben der Familie und Gemeinde waren die Besuche auswärtiger Erweckerprediger, meist aus Stockholm. Im Alter von acht Jahren wurde Rut in die Gemeinde der Baptisten aufgenommen und auf eigenen Wunsch getauft. Als Schülerin las sie Freundinnen aus der Bibel vor und legte ihnen die Texte aus. Rut war sehr der Natur verbunden, deren Wachsen, Blühen und Erträge ihr ein Gleichnis für die geistige Aufgabe des Menschen wurde.

### Jugend
Als Siebzehnjährige erlebte Rut einen religiösen Durchbruch. Sie vertrat den Vater als Prediger. Mit achtzehn Jahren wurde ihr das Gedankengut von Nietzsche, Kierkegaard, Tagore, Rilke, Johannes Müller und anderen bekannt. 1921 hielt sie sich ein Jahr in Wien auf, um Deutsch und Englisch zu studieren. Zurückgekehrt nach Hudiksvall, trat sie im Alter von einundzwanzig Jahren aus der Baptistengemeinde aus, die ihr zu eng geworden war. Es folgten 1922 ein Aufenthalt in Deutschland, 1923 eine Europa-Reise als Gesellschafterin der Prinzessin Chakuntala, Schwiegertochter des Maharadscha von Boroda.

### Berufung
Bedeutsam für das weitere Leben von Rut Björkman wurde der Erste Ökumenische Kongress in Stockholm 1925, den der Erzbischof Nathan Söderblom einberufen hatte. Rut sah sich aus der Seele beauftragt, den Vertretern von Kirchen aus aller Welt öffentlich zu verkünden, dass das Evangelium anders als kirchlich üblich, nämlich im Sinne der Mystik, zu verstehen sei. Der Erzbischof, der aus Hudiksvall stammte, gab zu der erbetenen Aussprache keine Gelegenheit. Doch er empfahl Rut, ihrer Vision im Leben zu folgen. Rut besuchte den Kongress, arbeitete als Dolmetscherin und erhielt Angebote, in kirchlichen Ausschüssen tätig zu werden. Vor einer Nachkonferenz in Uppsala wandte sich Rut erneut an Söderblom, wurde auch empfangen, jedoch nur auf die Bibel verwiesen, insbesondere auf den Trost der Psalmen. In Johannes Müller, dessen Erholungsheim Schloss Elmau sie häufig besuchte, fand sie einen Seelenführer.
Im Dezember 1925 zerbrach für Jahre ihr Lebenswille, da sie sich schuldig fühlte, der inneren Stimme, ihre Vision von der Botschaft des Evangeliums zu verkündigen, nicht gefolgt zu sein. Schließlich fand sie in der schriftlichen Meditation, die sie bis zu ihrem Todestag pflegte, ihre gültige Ausdrucksweise.

## Schriften
- Träumender Kosmos. Dingfelder, 1992, ISBN 3-926253-80-0.
- Träume von Gott. Dingfelder, 1992, ISBN 3-926253-81-9.
- Der Traum vom Menschen. Dingfelder, 1992, ISBN 3-926253-82-7.
- Licht einer anderen Dimension. (Die vorgenannten 3 Werke gemeinsam im Schuber). Dingfelder, 1992, ISBN 3-926253-83-5.
- Herzgebete. Dingfelder, 1995, ISBN 3-926253-90-8.
- Der Weg zur wahren Menschwerdung. Dingfelder/Aquamarin, 1986, ISBN 3-922936-47-4.
- mit Reinhard Mook: Leben aus dem Ursprung. Dingfelder, 1997, ISBN 3-926253-93-2.
- mit Reinhard Mook: Leben in der Erkenntnis. Dingfelder, 1997, ISBN 3-926253-94-0.
- mit Reinhard Mook: Worte der Besinnung. Dingfelder, 1999, ISBN 3-926253-96-7.